# Anna Lühring

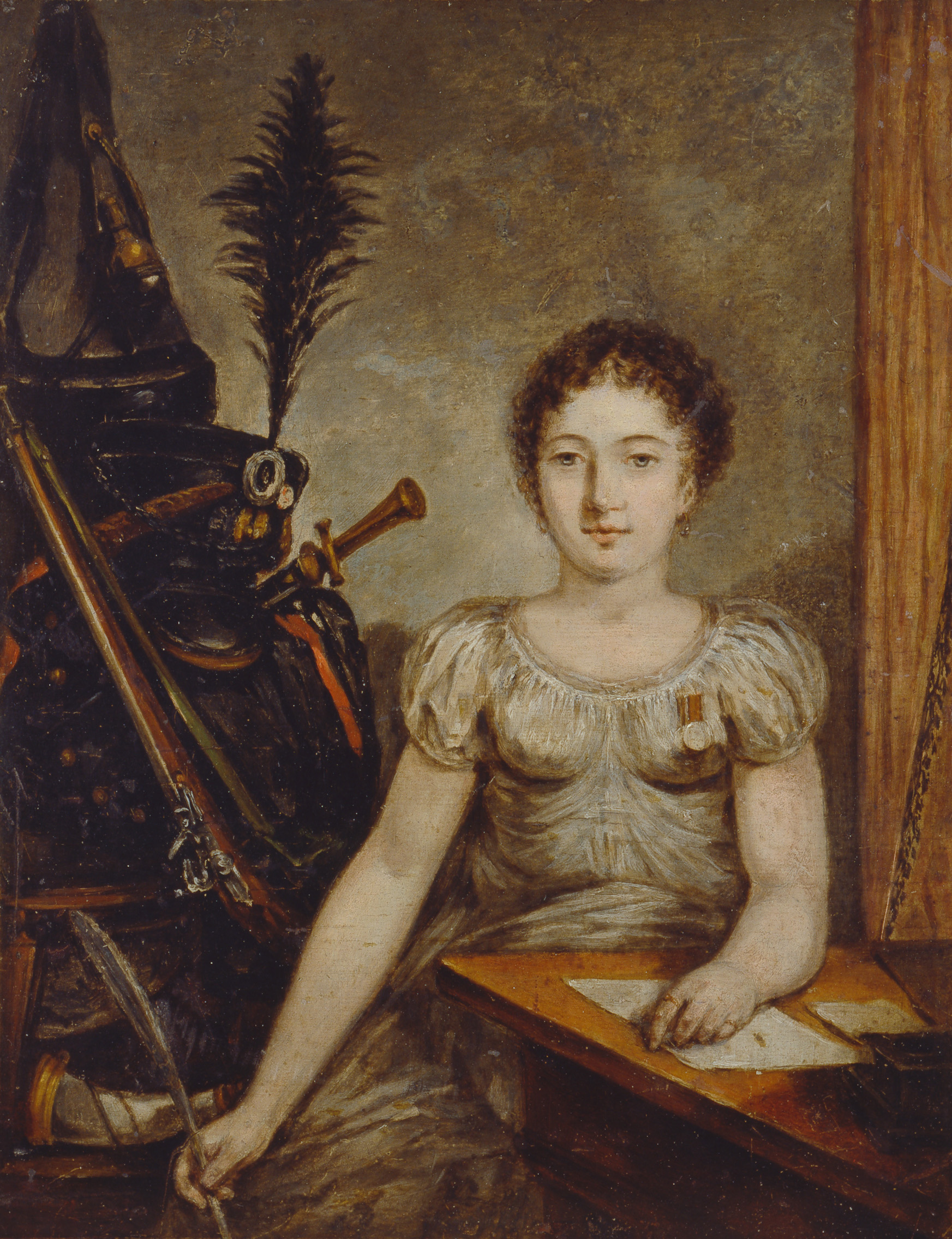
Anna Lühring, Ölmalerei um 1815, Focke-Museum Bremen.

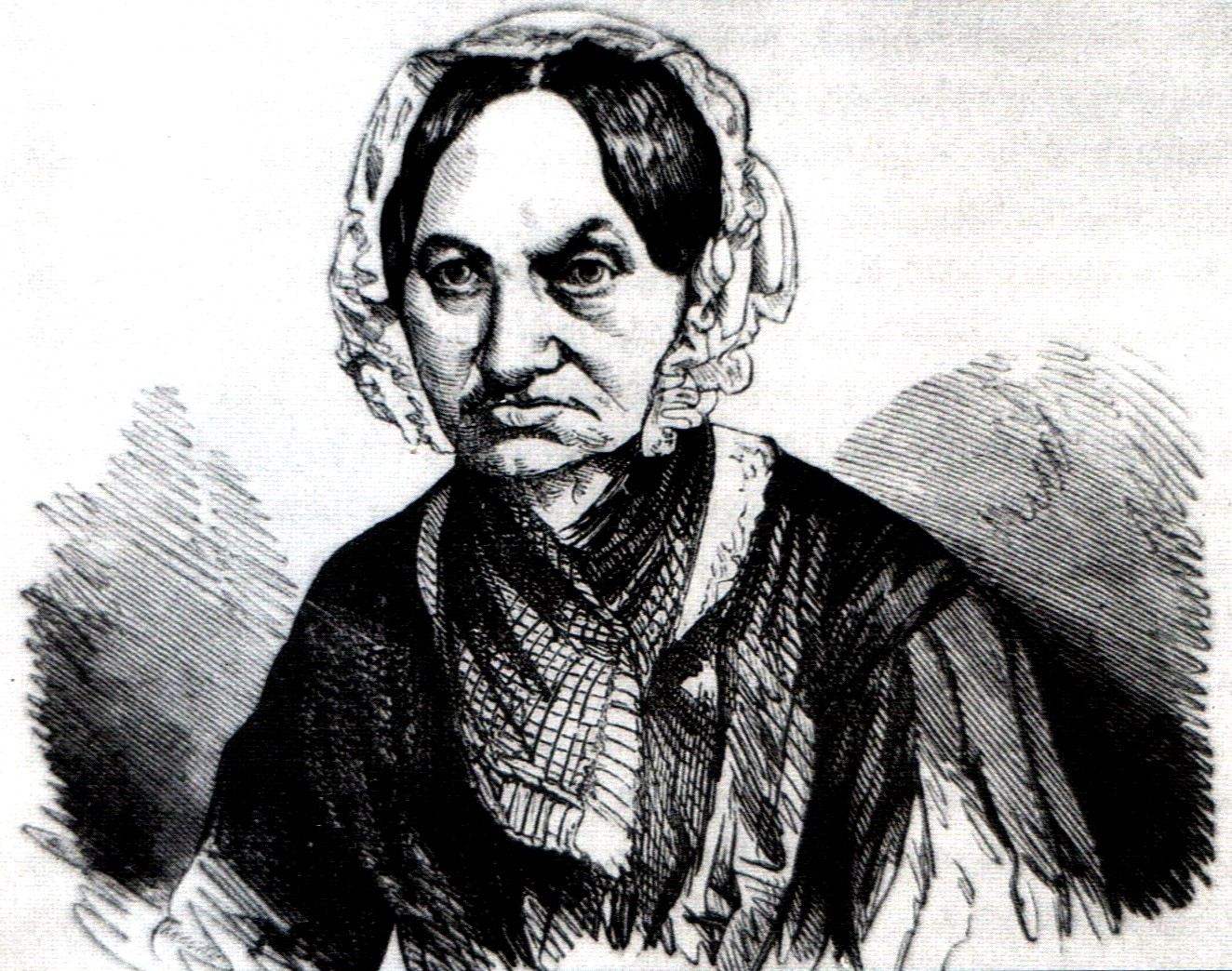
Anna Lühring in hohem Alter

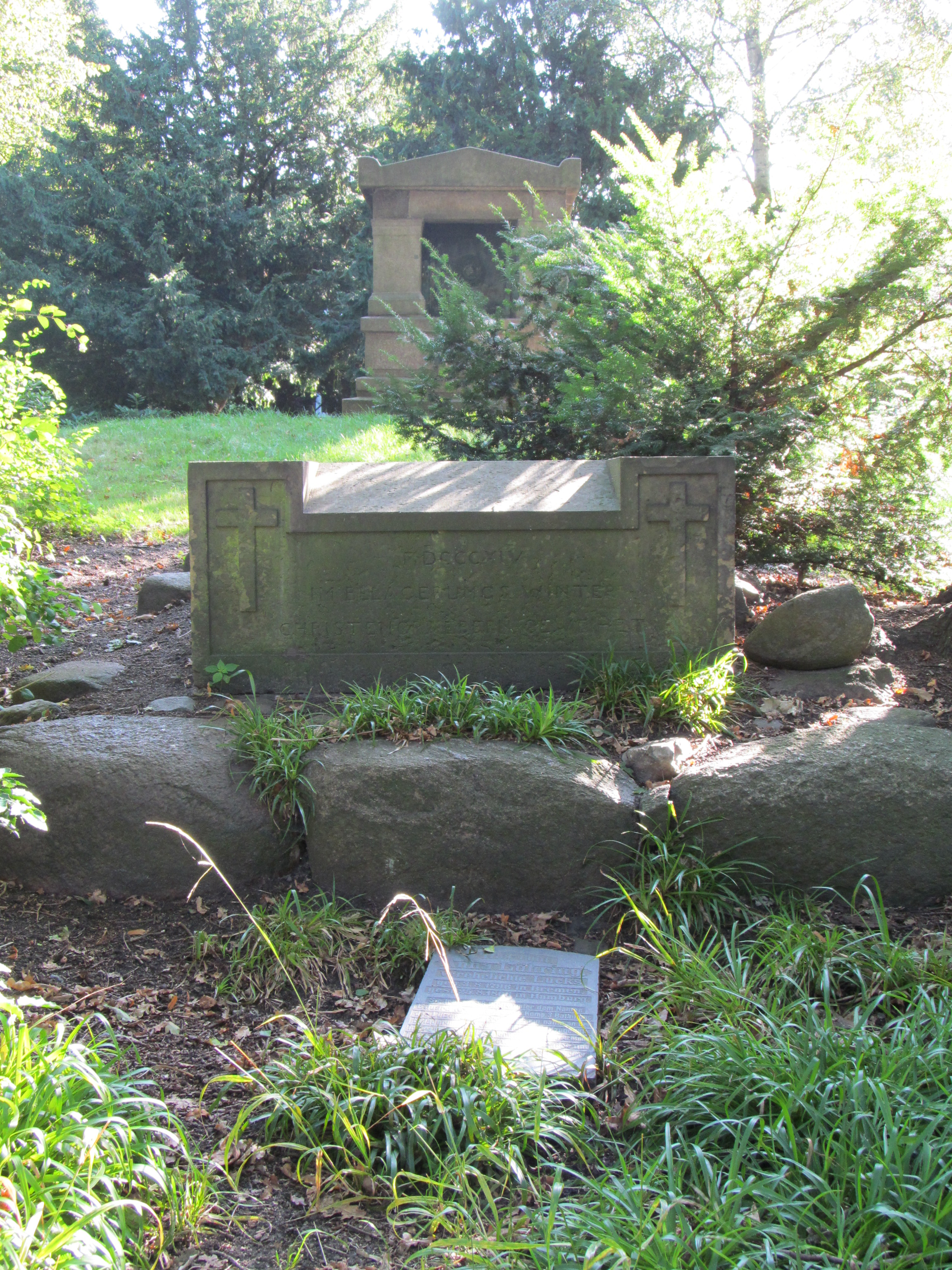
Das Grab Anna Lührings vor dem Gedenkstein für die Opfer des Belagerungswinters 1813/14 auf dem Alten Hammer Friedhof

Anna Lühring (eigentlich Johanna Lühring, teilweise falsch als Lührmann bezeichnet) (* 3. August 1796 in Bremen; † 25. August 1866 in Hamburg) war als preußische Soldatin zeitweise eine deutsche Berühmtheit.

## Leben
Die Tochter eines Bremer Zimmermeisters begeisterte sich nach dem Einmarsch Tettenborns in Bremen und dem Tod der Eleonore Prochaska für die Befreiungskriege. In der Männerkleidung ihres Bruders verließ die 17-jährige am 13. Februar 1814 Bremen. Sie trat dann unter dem Namen Eduard Kruse vor Jülich dem Lützowschen Freikorps bei. Mit diesem nahm sie an der Belagerung der Stadt Jülich und einigen kleineren Gefechten teil. Nach Bekanntwerden ihrer wahren Identität blieb sie dennoch bei der Truppe, bis diese nach Berlin zurückkehrte. Dort wurde sie für ihre Verdienste geehrt und war gern gesehener Gast in der Berliner Gesellschaft sowie bei Hofe. Dass sich Johann Smidt gegen den erklärten Willen des Vaters um eine Rückkehr der jungen Frau bemühte, ist freilich als patriotisch-politischer Schachzug des Bürgermeisters gewertet worden. Am 4. Februar 1815 wurde sie triumphal in Bremen empfangen, kehrte in ihr Elternhaus zurück, zog allerdings bald nach Hamburg, wo sie bescheidener Erwerbstätigkeit nachging. 1821 heiratete sie den Kellner und Lohndiener Johann Peter August Lucks aus Altona, der 1827 Hamburger Bürger wurde. 1832, nach dem Tod ihres Ehemannes, lebte sie einsam und verarmt in Horn. Erst 1860 erhielt sie, veranlasst durch den ehemaligen Lützower Jäger und Mitbegründer des Demokratischen Vereins in Bremen Johannes Rösing, endlich von ihrer Heimatstadt Bremen eine kleine Pension von 150 Thaler Gold jährlich (dies entspricht heute ungefähr 4.500 EUR) für ihre Verdienste.
Ihr Grab befindet sich auf dem Alten Hammer Friedhof in Hamburg-Hamm.

## Ehrungen
- General Tauentzien heftete ihr 1814 seine eigene Kriegsdenkmünze für 1813/14 an.[3]
- Die ihr von Prinzessin Marie Anne, Gattin des Prinzen Wilhelm von Preußen (1783–1851), geschenkte Porzellantasse ist im Focke-Museum ausgestellt.
- Die Anna-Lühring-Straße und der Anna-Lühring-Weg in Bremen, Stadtteil Östliche Vorstadt, wurden 1938 nach ihr benannt.
- Der Anna-Lühring-Weg in Hamburg-Horn wurde nach ihr benannt.